# Metioche chamadara
Metioche chamadara är en insektsart som först beskrevs av Sugimoto, M. 2001.  Metioche chamadara ingår i släktet Metioche och familjen syrsor. Inga underarter finns listade i Catalogue of Life.